# قطار پلاتسکارت

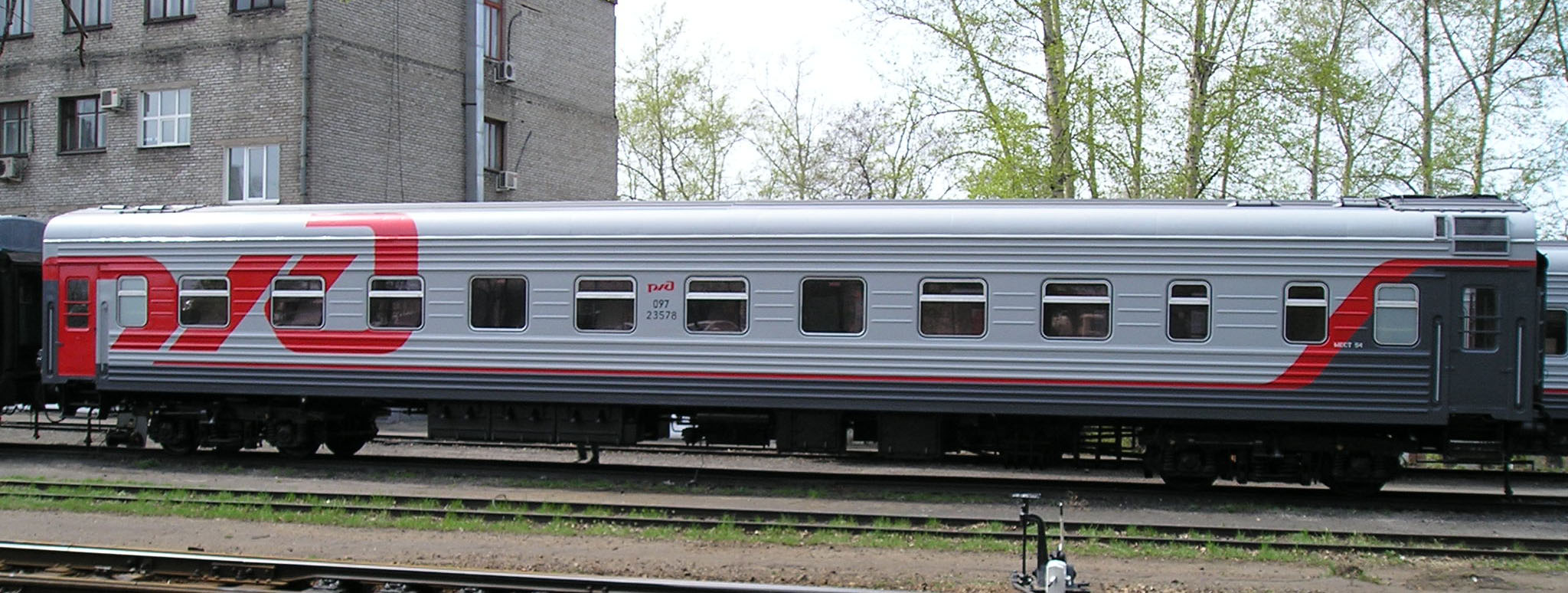
قطار پلاتسکارت مدل ۶۱–۴۱۹۴، تزئین شده در با هویت جدید شرکت راه‌آهن روسیه.

پلاتسکارت (Platskart) نوعی واگن قطار است که هنوز در راه‌آهن کشورهایی مثل روسیه و اوکراین استفاده می‌شود.
به نوعی می‌توان آن را «سربازخانه متحرک» نامید، چون مثل خوابگاه سربازخانه‌ها، تخت‌ها در هر دو طرف یک راهروی باریک قرار دارند، بدون آن که با دیواری یا چیزی از هم جدا شده باشند.
روزها، پایین‌ترین تخت به جای صندلی و شب‌ها به جای تخت استفاده می‌شوند. بعضی واگن‌ها ۲ ردیف (طبقه) و بعضی واگن‌ها ۳ ردیف تخت دارند.
در انتهای راهرو هم، مسئول واگن می‌نشیند و ضمن رسیدگی به امور واگن، خوراکی و… می‌فروشد.

## فعالیت
یکی از طولانی‌ترین شبکه راه‌آهن دنیا، که به «ترانس سیب» یا «راه‌آهن سراسری سیبری» معروف است، مسکو را به «ولادی واستوک» در شرق روسیه نزدیک ژاپن متصل می‌کند. مسیری ۹۳۰۰ کیلومتری که یه هفته طول می‌کشد.
افراد یک هفته را باید در چنین قطاری با ده‌ها مرد و زن و بچه همسفر باشند. در زمان شوروی که مردم خونگرم تر بودند و بیشتر به هم احترام می‌گذاشتند، چنین سفری می‌توانست دوست داشتنی و خاطره انگیز باشد. اما امروزه که مردم کم حوصله و بی‌اعتماد شده‌اند، تنها دلیل سفر با «پلاتسکارت» قیمت ارزان آن است.
هرچند که برای توریست‌های ماجراجو، فرصت بی‌نظیری است که از نزدیک با ملیت‌های مختلف مردم روسیه آشنا شده و دوست‌های خوبی پیدا کنند.
گفته می‌شود که دولت روسیه تصمیم دارد ظرف چند سال آینده «پلاتسکارت» را از رده خارج کند.

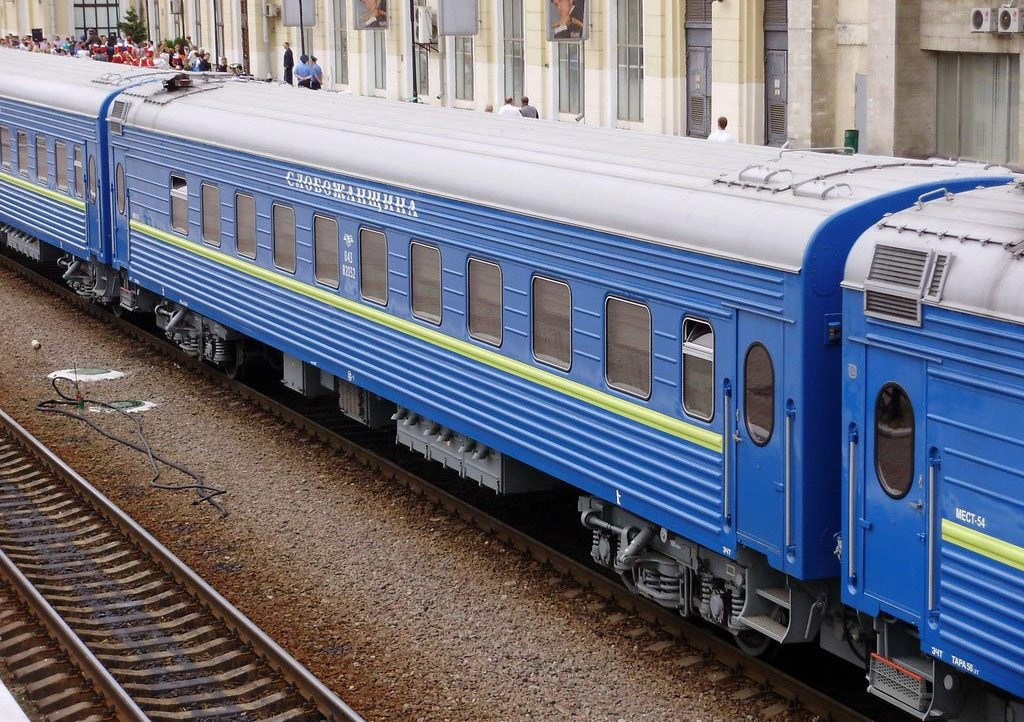
پلاتسکارت مدل ۶۱–۴۱۹۴

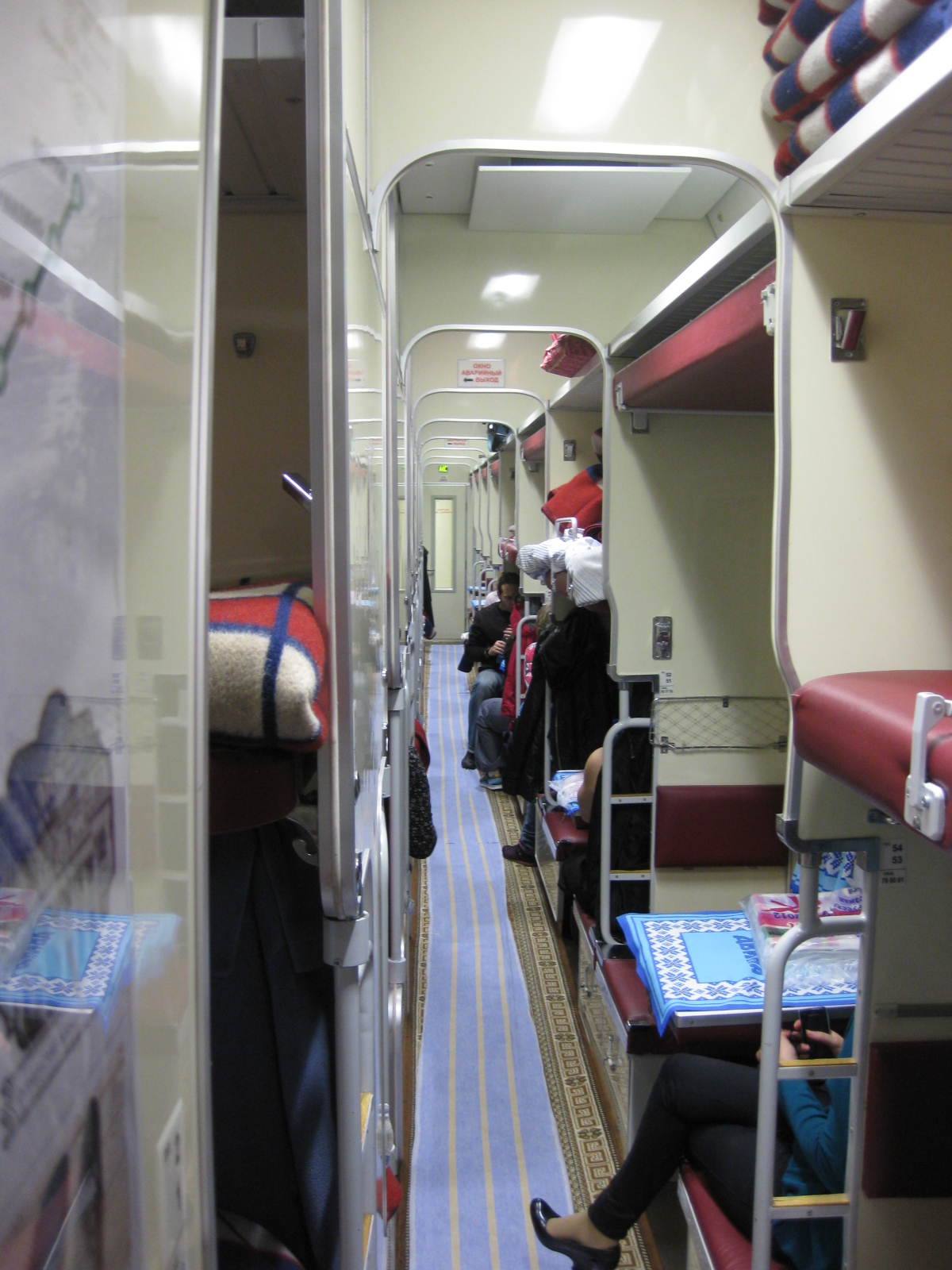
راهرو واگن رزرو شده در قطار دوینا Polotsk - مسکو (قبل از میلاد)

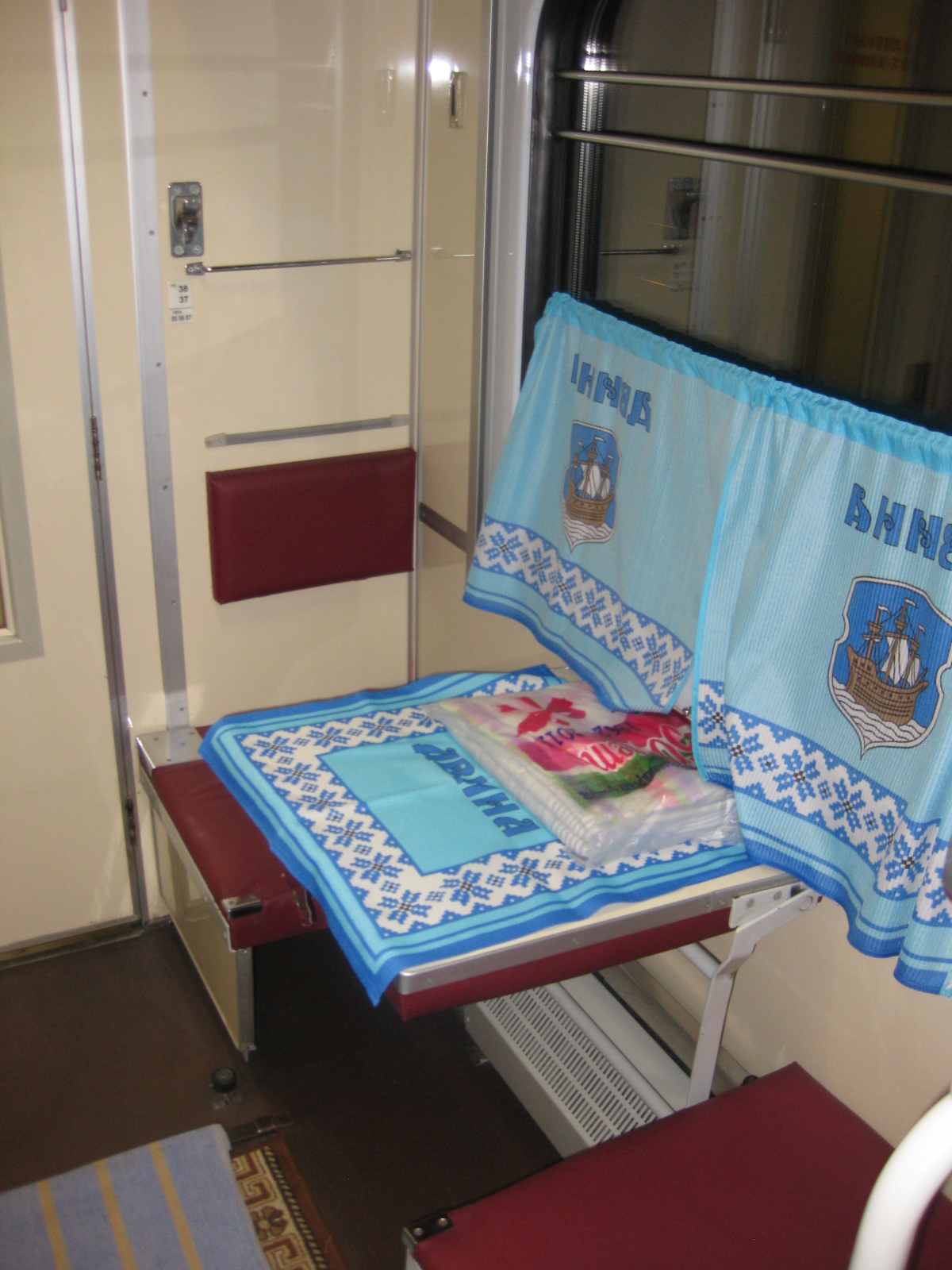
صندلی‌های جانبی در واگن صندلی رزرو شده قطار

### مشخصات کوپه‌ها
هر محفظه دارای ۶ قفسه برای مسافران در دو طبقه، دو میز، سه‌پایه چمدان، سه محفظه چمدان در زیر قفسه‌های پایین، دو پنجره است.
در طرف دیگر راهرو، ۴ قفسه در سراسر قطار وجود دارد (۲ تا پایین و ۲ تا بالا)، بین آنها یک میز وجود دارد، زیر قفسه‌های پایین اتاق چمدان وجود دارد، برای دسترسی به آنها قفسه‌ها بالا می‌روند، بالای قفسه‌های بالایی قفسه‌های چمدان وجود دارد. پنجره بالای میز باز می‌شود (به جز محفظه‌های ۳ و ۶، جایی که محل‌های خروج اضطراری در آن قرار دارد).
شماره گذاری صندلی‌های کالسکه در جهت عقربه‌های ساعت انجام می‌شود: از دهلیز کار، شماره گذاری صندلی‌های محفظه و شماره گذاری صندلی‌های جانبی، برعکس، از دهلیز غیرفعال وجود دارد.

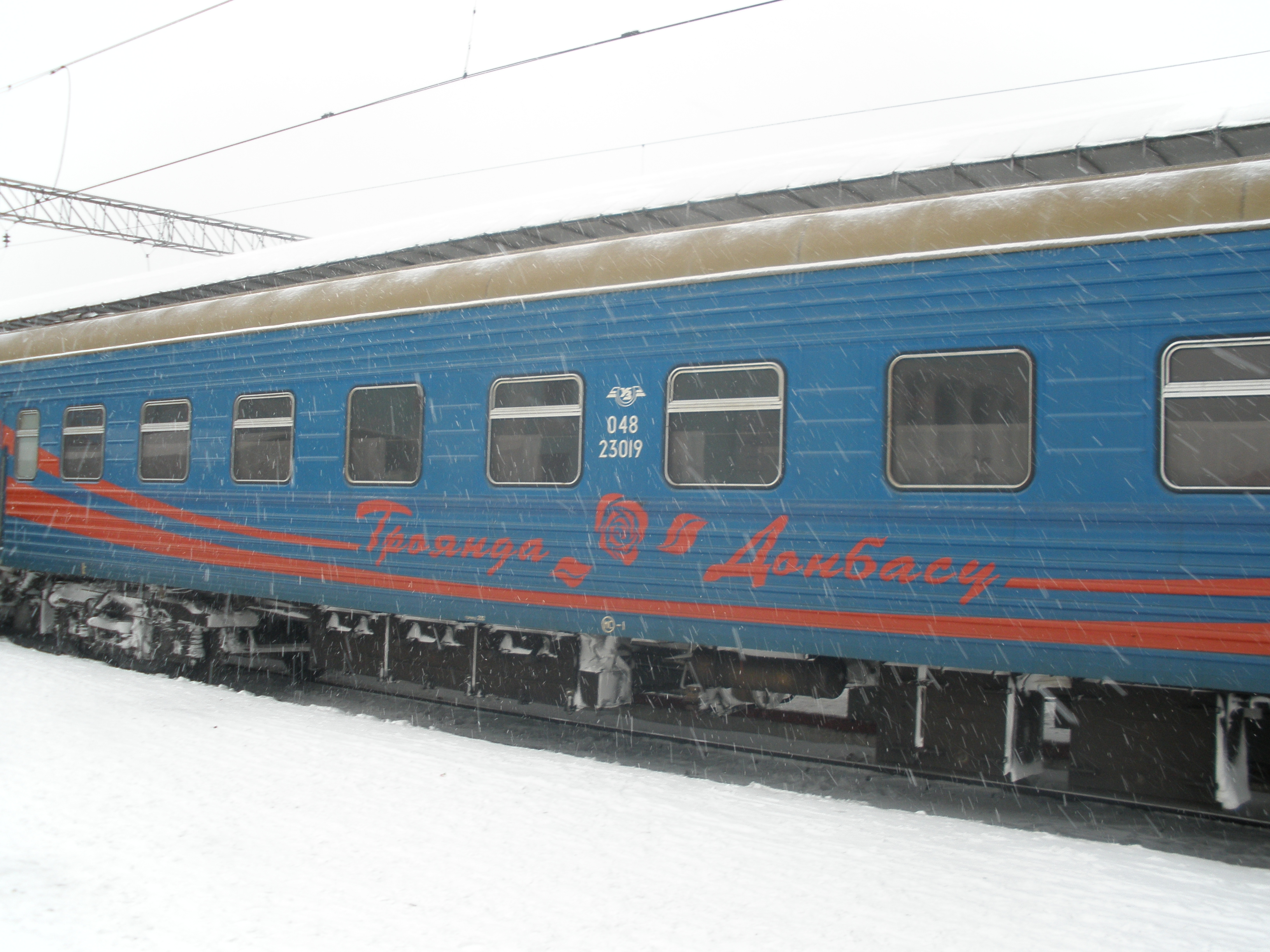
قطار پلاتسکارت در ایستگاه دونتسک
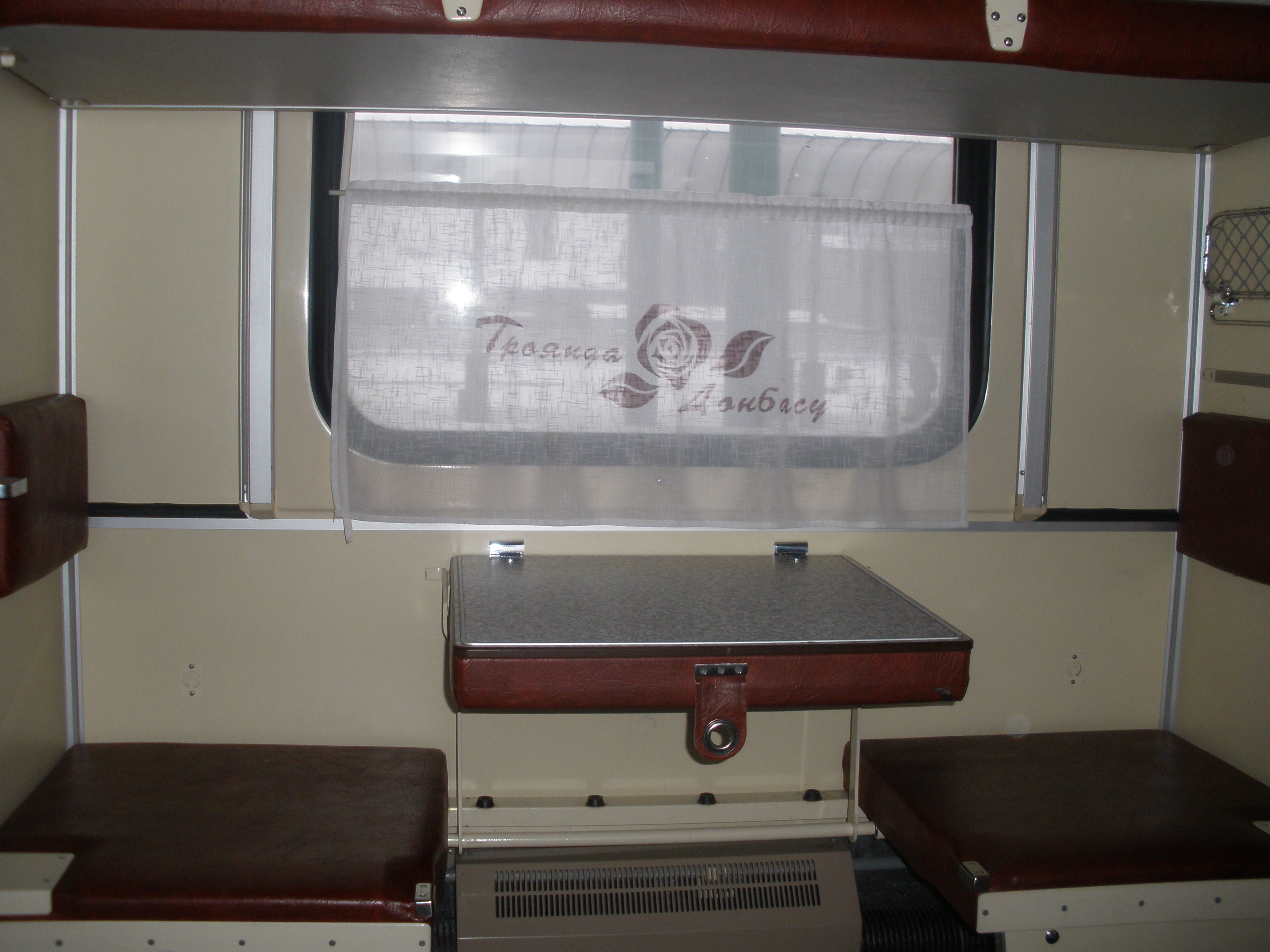
صندلی‌های جانبی قطار (قفسه پایین در موقعیت صندلی + میز)
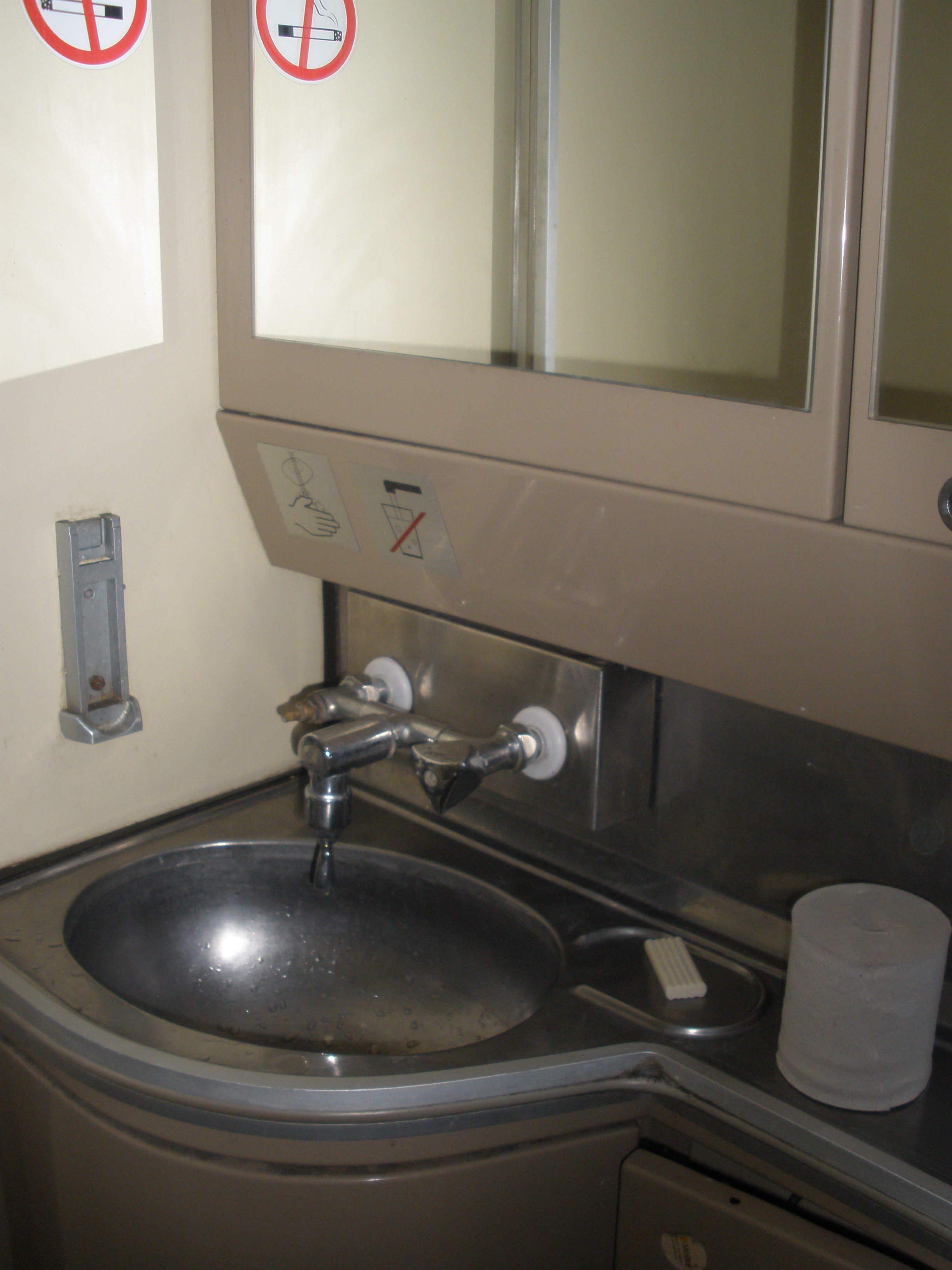
توالت
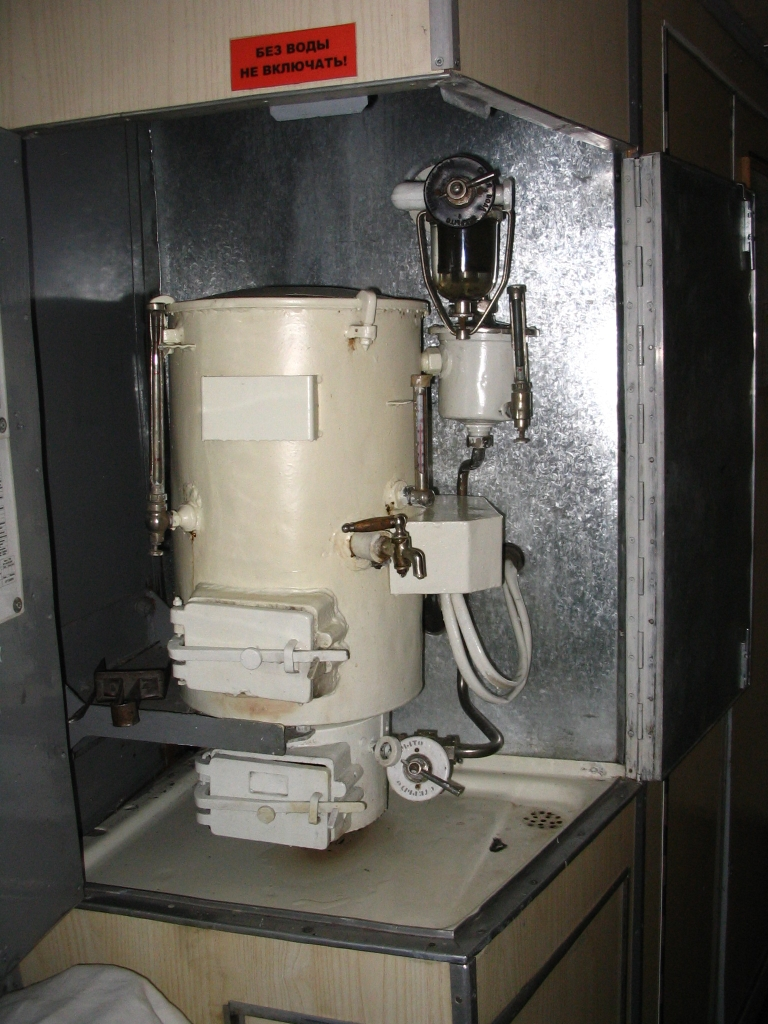
تیتانیوم برای گرم کردن آب (دیگ بخار)
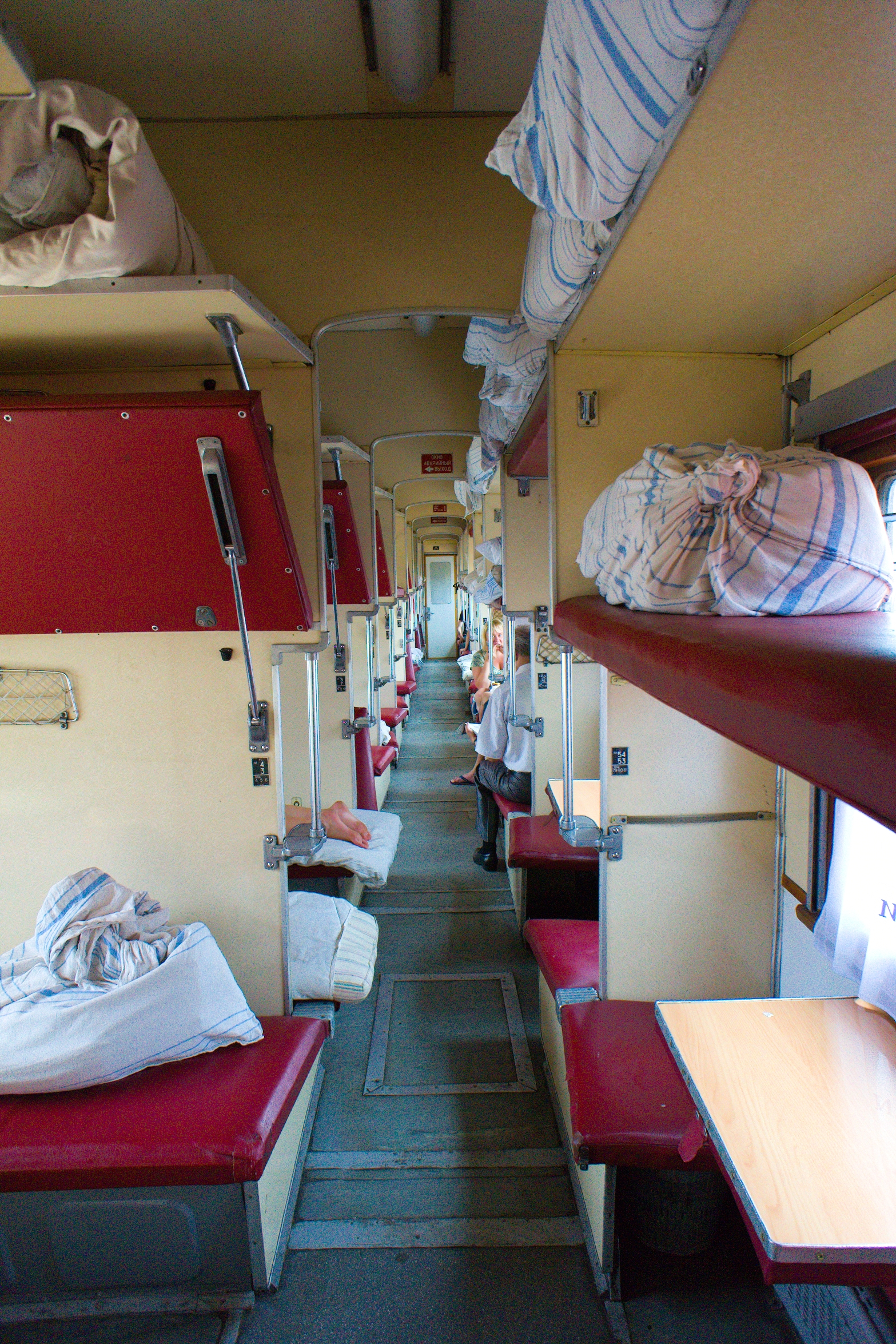
قطار پلاتسکارت با ۵۴ صندلی
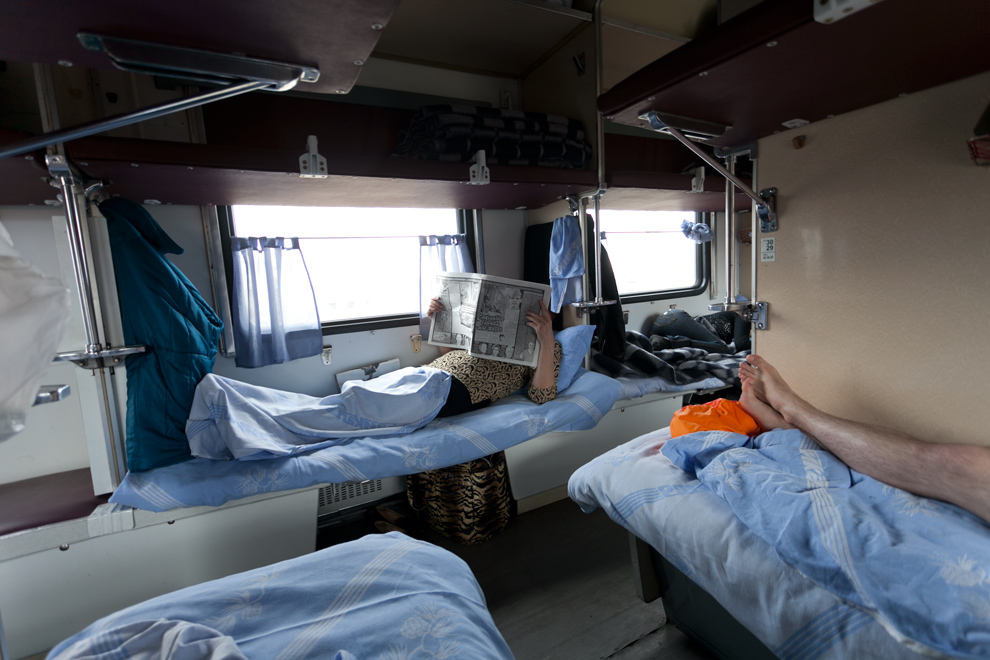
مسافران در قطار رزرو شده
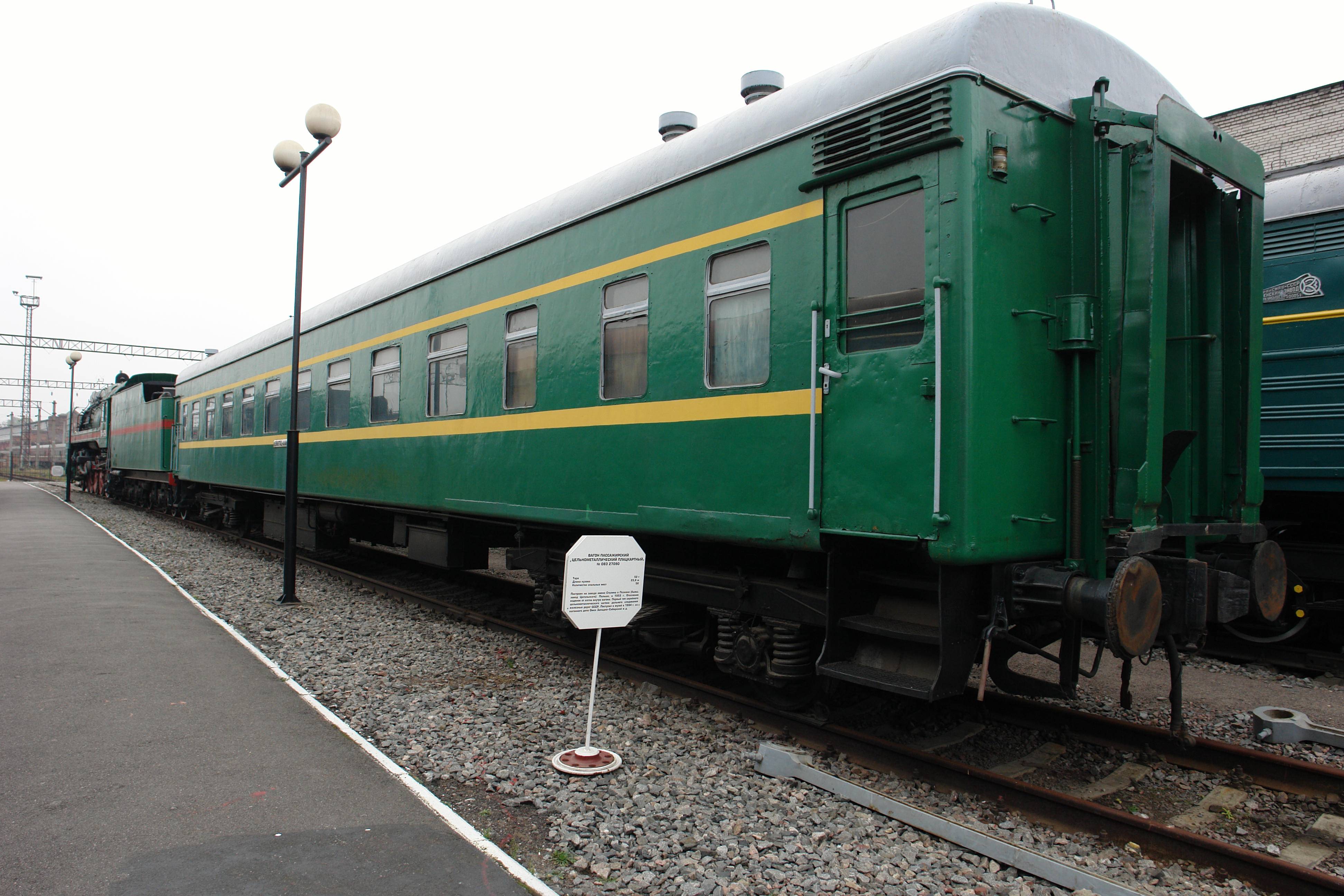
پلاتسکارت
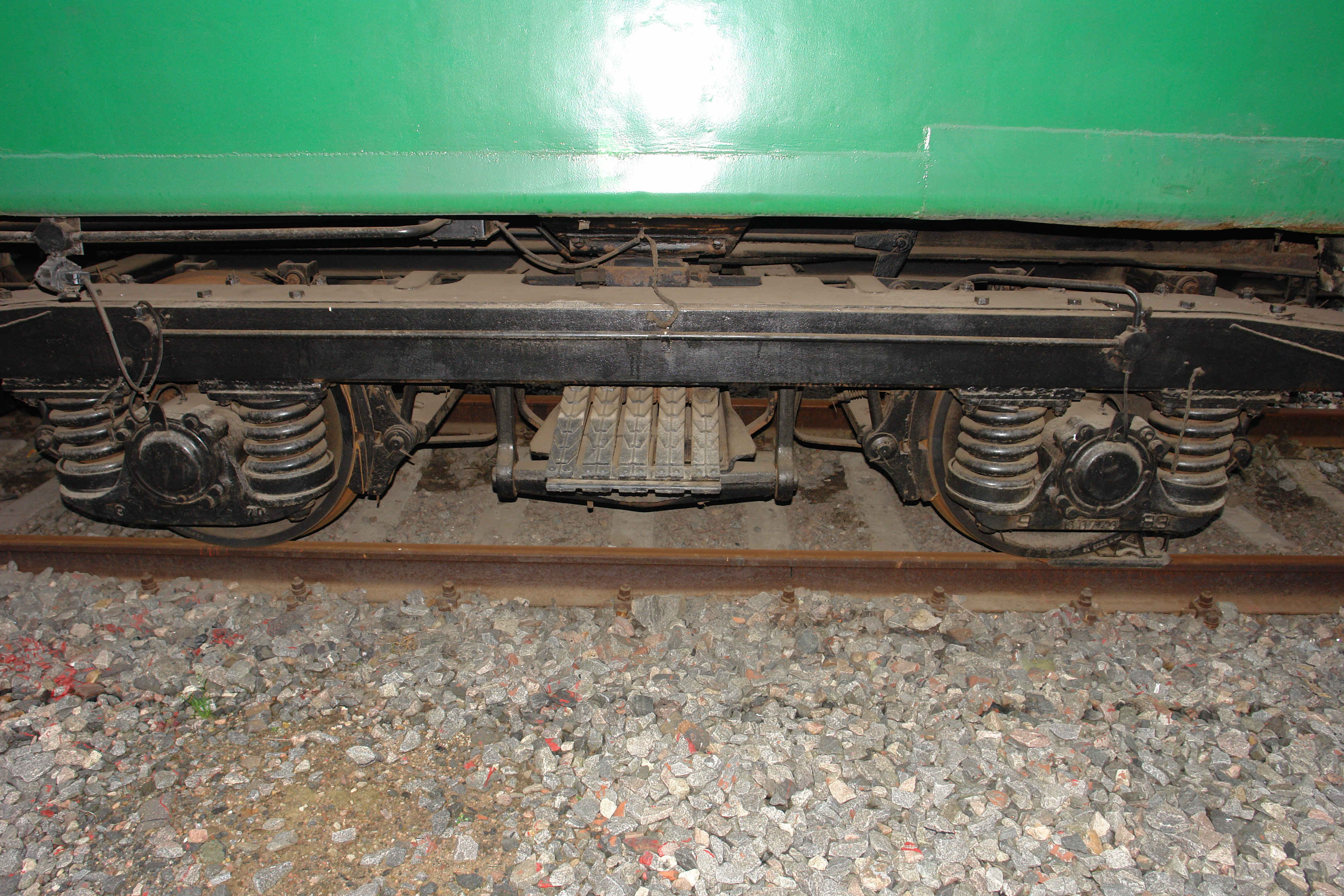
بوگی یک کالسکه اختصاصی صندلی شماره ۰۸۳ ۲۷۰۹۰ مدل 66W (1953)
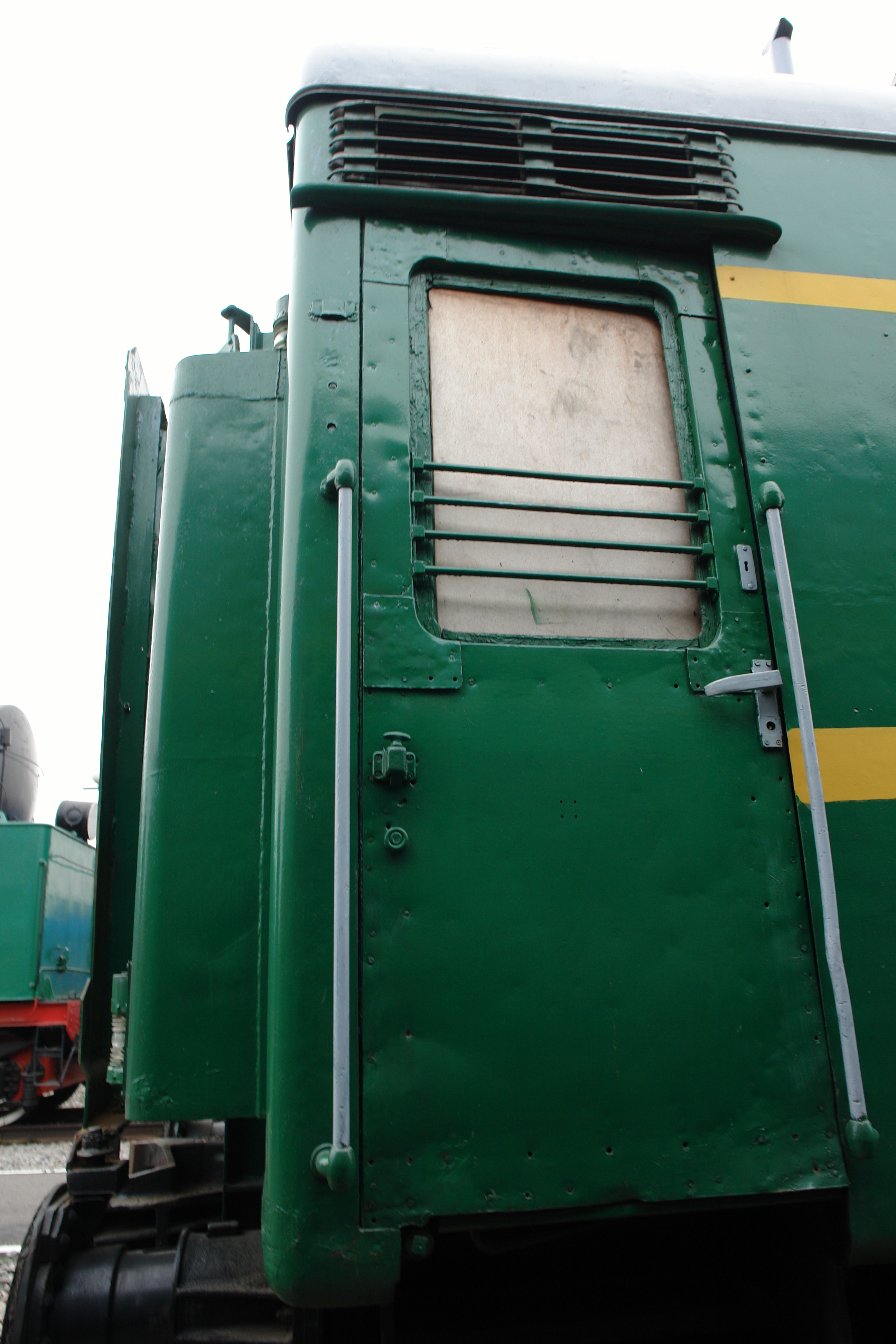
در تنبور یک ماشین صندلی رزرو شده به شماره ۰۸۳ ۲۷۰۹۰ مدل 66W (1953)
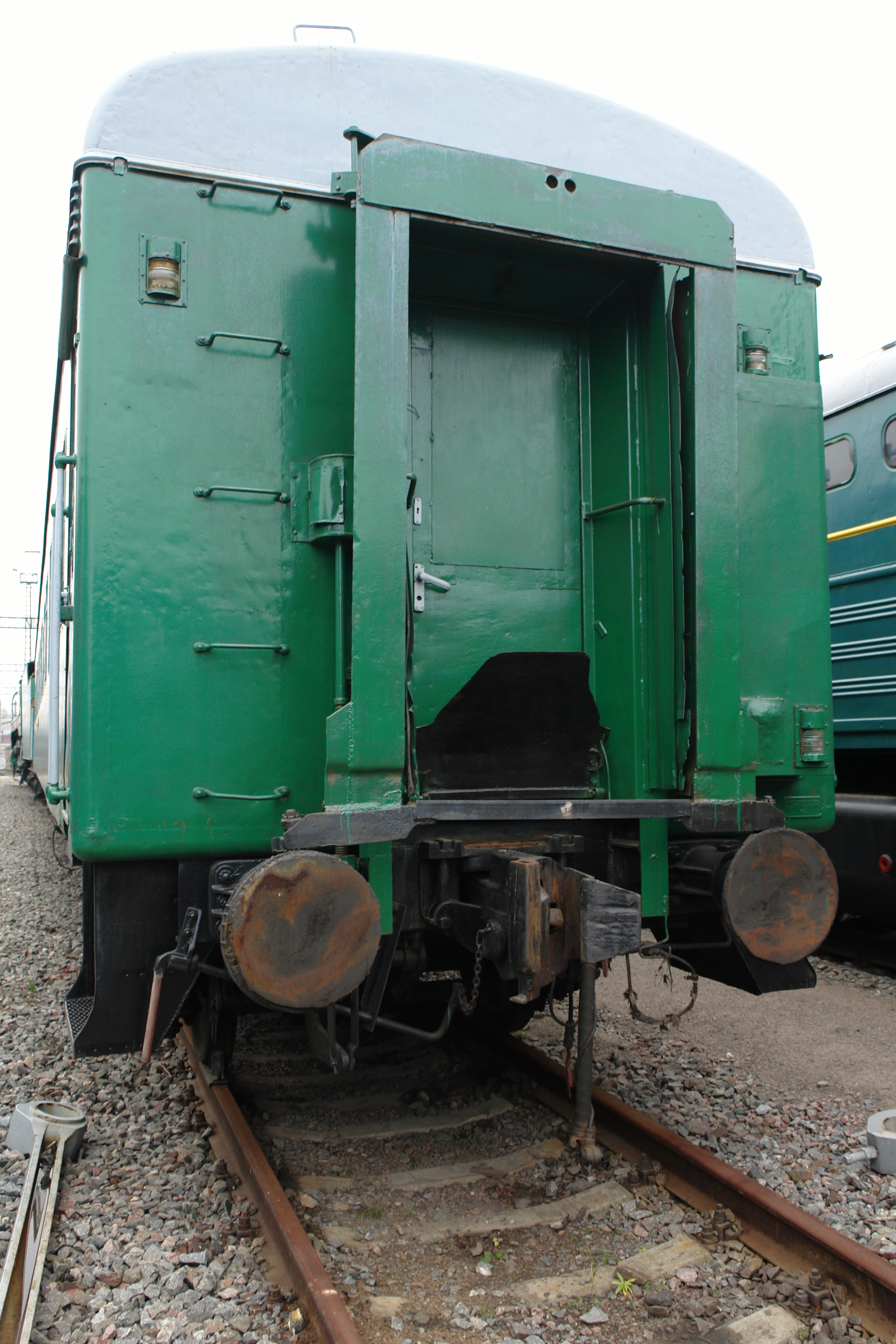
منطقه انتقال اتومبیل صندلی رزرو شده به شماره ۰۸۳ ۲۷۰۹۰ مدل 66W (1953)
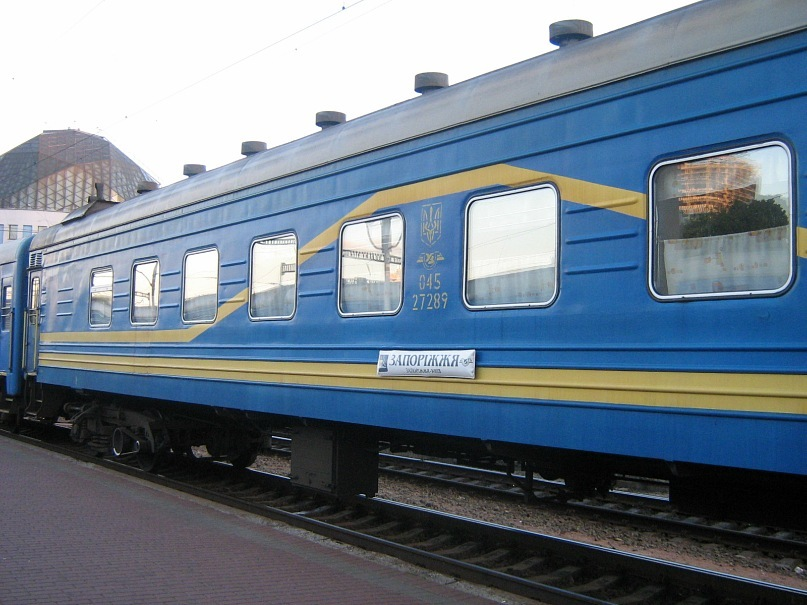
شماره خودرو 045 27289 (UZ) مدل ۶۱-۱۸۱ پس از چکاپ با نوسازی بدنه